# Kempa

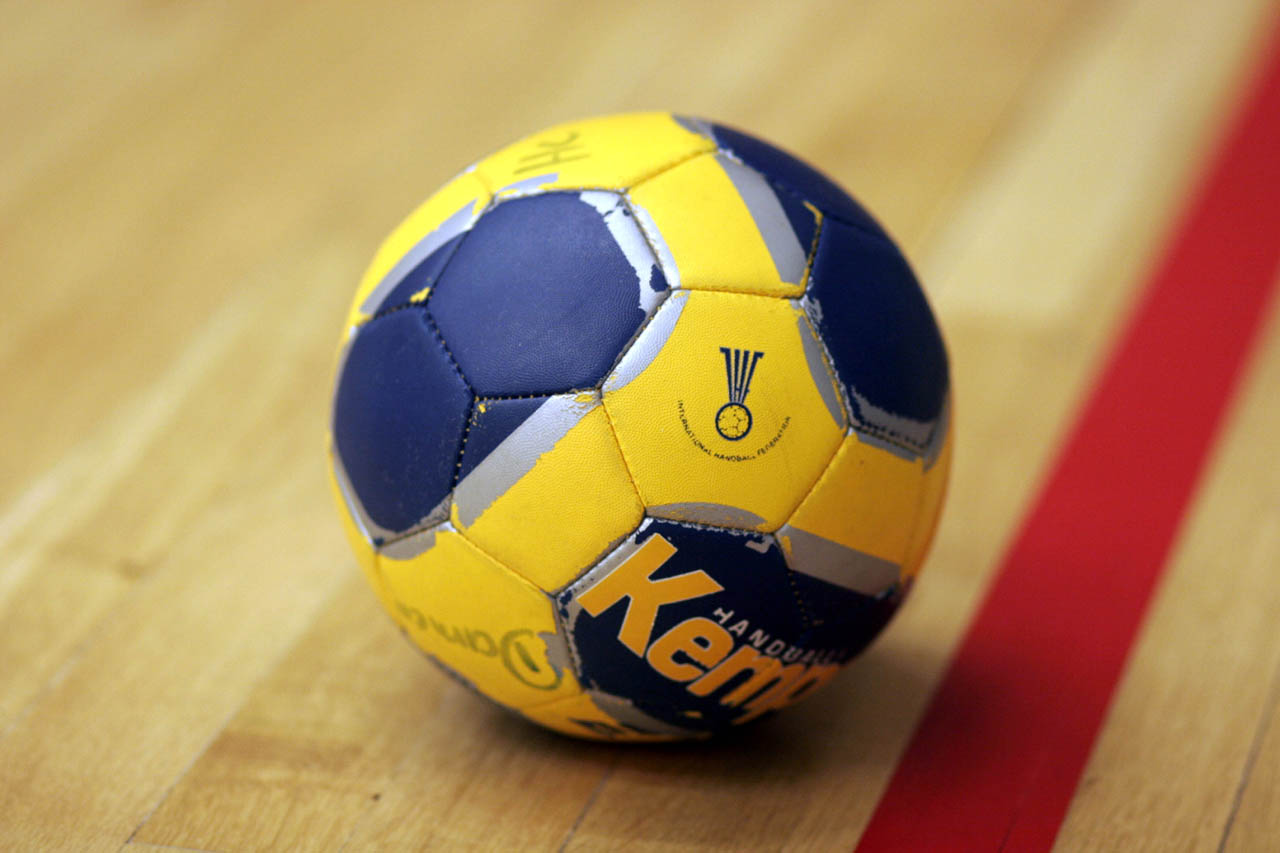
Handboll från Kempa.

Kempa är en tysk tillverkare av handbollsutrustning, som är en del av Uhlsport.
Kempa tillverkar uteslutande utrustning för handboll. Namnet kommer från den tyska handbollslegenden Bernhard Kempa som uppfann "Kempa-tricket" (på svenska kallat "japanare" eller "japan"). Märket lanserades 2002. Kempa sponsrar flera landslag, bland annat Sveriges och Tysklands, klubblag och enskilda spelare.